# Český rozhlas

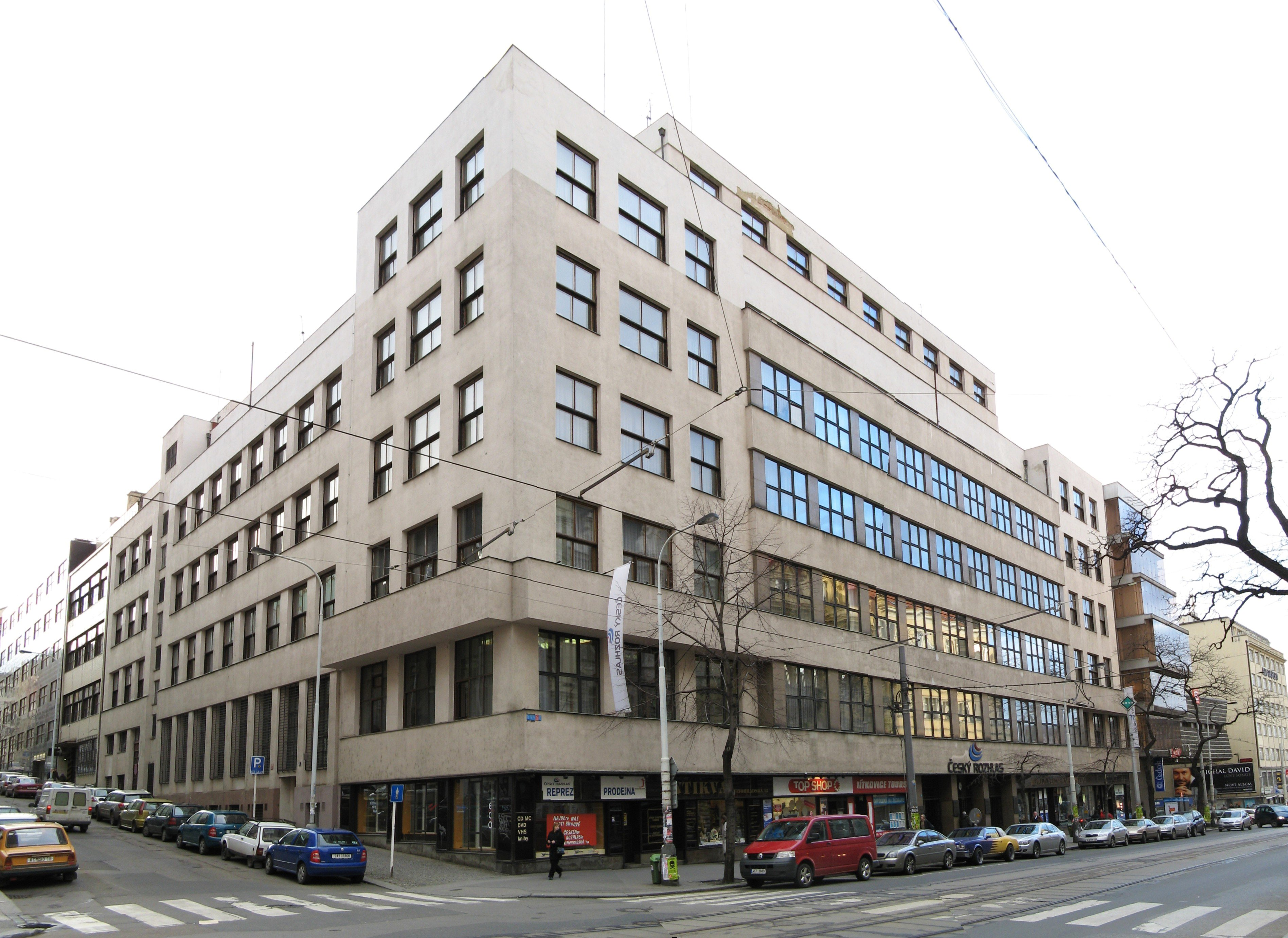
Kantoor van Český Rozhlas in Praag

De Český Rozhlas (Tsjechische Radio-omroep, ČRo) is de publieke radio-omroep van Tsjechië. Het is de tegenhanger van de Česká televize, die de publieke televisie-uitzendingen verzorgt. Het hoofdkantoor van de Český Rozhlas is gevestigd in de Praagse wijk Vinohrady.
De ČRo biedt de volgende radiozenders aan:
- ČRo 1 - Radiožurnál: Zender met nieuws- en informatieprogramma's, interviews, sport, verkeersinformatie en religie- en minderheidsprogramma's. De uitzendingen zijn in heel Tsjechië te ontvangen via Ultrakorte golf. De ČRo 1 is de meestbeluisterde zender van het land.
- ČRo 2 - Praha: Zender met praatprogramma's, kinderradio, familieprogramma's, volksmuziek en gouwe ouwe. De uitzendingen zijn in heel Tsjechië te ontvangen via Ultrakorte golf.
- ČRo 3 – Vltava: Zender met cultuur, klassieke muziek, jazz en literatuurprogramma's. De uitzendingen zijn in heel Tsjechië te ontvangen via Ultrakorte golf.
- ČRo 4 – Radio Wave: Jeugdzender. Te ontvangen in de omgeving van Praag.
- ČRo 5 - Twaalf regionale zenders.
- ČRo 6 - Sinds 2002 opvolger van Radio Free Europe/Radio Liberty, elke avond op de middengolf.
- ČRo 7 - Radio Praag: Wereldomroep in het Duits, Engels, Frans, Russisch, Spaans en Tsjechisch. Te ontvangen via de korte golf en via satelliet en internet.